# Ruchy Browna

Symulacja ruchu Browna dużej cząsteczki w otoczeniu wielu mniejszych cząstek poruszających się w różnych kierunkach i z różną prędkością.

Ruchy Browna – chaotyczne ruchy cząstek w płynie (cieczy lub gazie), wywołane zderzeniami zawiesiny z cząsteczkami płynu.
W 1827 roku szkocki biolog Robert Brown obserwując przez mikroskop pyłki kwiatowe w zawiesinie wodnej dostrzegł, iż znajdują się one w nieustannym, chaotycznym ruchu. Ruchy Browna obserwuje się dla mikroskopijnych, mniejszych niż mikrometr, cząstek zawiesiny bez względu na ich rodzaj. Cząsteczki poruszają się ciągle, a ich ruch nie słabnie. Prędkość ruchu jest większa dla mniejszych cząstek i wyższej temperatury.

## Opis ruchów Browna
Wyjaśnienie ruchów Browna przez termiczne ruchy cząsteczek wody zasugerował w 1877 Joseph Delsaulx. Matematyczny opis ruchów Browna podali niezależnie Albert Einstein (1905) i Marian Smoluchowski (1906). Obaj naukowcy zauważyli, że przypadkowe błądzenie pyłków jest wywołane bombardowaniem ich przez cząsteczki wody. Cząsteczki wody są dużo mniejsze, jest ich wiele oraz poruszają się bardzo szybko. Różnice w prędkości ruchu oraz liczby uderzających cząsteczek z poszczególnych stron są przyczyną ruchów drobin pyłku w cieczy. Smoluchowski stwierdził jednak, że za przesunięcia cząsteczek odpowiedzialne jest nie tyle bombardowanie, ile raczej fluktuacje ich gęstości w bezpośrednim sąsiedztwie zawiesiny. Na tej drodze Paul Langevin rozwinął dynamikę stochastyczną.
Matematycznym modelem fizycznego zjawiska ruchów Browna jest proces Wienera, który może być zastosowany do modelowania również w innych dziedzinach wiedzy, np. ekonomii.

## Przykłady ruchów Browna
Ruchy Browna można zaobserwować np. w przypadku:
- drobin tłuszczu w mleku,
- pyłków kwiatowych w wodzie,
- drobin pigmentu w rozpuszczalniku.